# نوسان‌ساز کولپیتس
نوسان‌ساز کولپیتس، در سال ۱۹۱۸ توسط مهندس آمریکایی اختراع ادوین اچ کولپیتس، یکی از تعدادی از طرح‌های است نوسان‌سازهای LC، اسیلاتورهای الکترونیکی که با استفاده از ترکیبی از سلف (L) و خازن (C) برای تولید نوسان در یک فرکانس خاص از ویژگی‌های بارز نوسان‌ساز کولپیتس است که بازخوردی برای قطعات فعال است که از یک مقسم ولتاژ ساخته شده از دو خازن سری دوسر سلف گرفته‌شده‌است.

## بررسی اجمالی
فرکانس نوسان تقریباً فرکانس تشدید مدار LC است که ترکیبی سری دو خازن به‌طور موازی با سلف است:
{\displaystyle f_{0}={\frac {1}{2\pi {\sqrt {L{\frac {C_{1}C_{2}}{C_{1}+C_{2}}}}}}}.}
فرکانس واقعی نوسان به دلیل خازن‌های پیوند و بارگذاری مقاومت ترانزیستور کمی پایین‌تر خواهد بود.

### مثال عملی

شکل ۳: عملی نوسان‌ساز بیس مشترک کولپیتس با فرکانس نوسان ۵۰ مگاهرتز

## تئوری
تجزیه و تحلیل پیچیده‌تر از نوسان‌ساز بیس مشترک نشان می‌دهد که بهره ولتاژ تقویت‌کننده فرکانس پایین برای رسیدن به نوسان باید حداقل ۴ باشد. بهره فرکانس پایین توسط
{\displaystyle A_{v}=g_{m}R_{p}\geq 4.}

### دامنه نوسان
برای نوسان‌ساز بیس مشترک در شکل ۱، این روش که برای یک مدل ساده اعمال می‌شود دامنه ولتاژ خروجی (کلکتور) را با توجه به پیش‌بینی می‌کند
{\displaystyle V_{C}=2I_{C}R_{L}{\frac {C_{2}}{C_{1}+C_{2}}},}
این نتیجه تقریبی همچنین برای نوسان‌سازهایی که از قطعات مختلف فعال مانند ماسفت و لامپ خلأ استفاده می‌کنند، به کار می‌رود.

## برای مطالعهٔ بیشتر
- Lee, T. (December 2003). The Design of CMOS Radio-Frequency Integrated Circuits. Cambridge University Press. ISBN 978-0-521-83539-8.
- Rohde, Ulrich L.; Poddar, Ajay K.; Böck, Georg (May 2005). The Design of Modern Microwave Oscillators for Wireless Applications. New York, NY: John Wiley & Sons. ISBN 0-471-72342-8..
- Vendelin, George; Pavio, Anthony M.; Rohde, Ulrich L. (May 2005). Microwave Circuit Design Using Linear and Nonlinear Techniques. New York, NY: John Wiley & Sons. ISBN 0-471-41479-4..
- Rohde, Ulrich L.; Apte, Anisha M. (August 2016). "Everything You Always Wanted to Know About Colpitts Oscillators". IEEE Microwave Magazine. 17 (6): 59–76. doi:10.1109/MMM.2016.2561498.
- Apte, Anisha M.; Poddar, Ajay K.; Rohde, Ulrich L.; Rubiola, Enrico (2016). Colpitts oscillator: A new criterion of energy saving for high performance signal sources. IEEE International Frequency Control Symposium. doi:10.1109/FCS.2016.7546729.